# Poeltinula
Poeltinula är ett släkte av lavar. Enligt Catalogue of Life ingår Poeltinula i familjen Rhizocarpaceae, ordningen Rhizocarpales, klassen Lecanoromycetes, divisionen sporsäcksvampar och riket svampar, men enligt Dyntaxa är tillhörigheten istället familjen Rhizocarpaceae, klassen Lecanoromycetes, divisionen sporsäcksvampar och riket svampar.
|            | Rhizocarpon                            |
|            |                                        |
|            | Epilichen                              |
|            |                                        |
| Poeltinula | \| \| Poeltinula cerebrina \| \| \| \| |
|            | \| \| Poeltinula cerebrina \| \| \| \| |
|            | Catolechia                             |
|            |                                        |
|            | Poeltinula cerebrina                   |
|            |                                        |

|  | Poeltinula cerebrina |
|  |                      |